# Orsonwelles ambersonorum
Orsonwelles ambersonorum är en spindelart som beskrevs av Gustavo Hormiga 2002. Orsonwelles ambersonorum ingår i släktet Orsonwelles och familjen täckvävarspindlar. Inga underarter finns listade i Catalogue of Life.